# إيفي كوين
مارثا إيفيليس بيسانتي (أناسكو؛ 4 مارس 1972)، المعروفة باسمها المسرحي إيفي كوين ، هي مغنية وكاتبة أغاني وممثلة ومنتجة من بورتوريكو. اكتسبت الاهتمام لأول مرة كعضوة في مجموعة الضوضاء (The Noise) في بورتوريكو. هناك، تم أداء أغنيتها الأولى «يريد الكثيرون أن يسقطوني». انطلقت كوين كفنانة منفردة في عام 1996 وأصدرت ألبومها الاستوديو الأول In My Empire ، والذي سرعان ما تم اختيارها للتوزيع من قبل شركة Sony Records في عام 1997.
أصدرت لاحقًا The Original Rude Girl ، ثاني ألبوم لها في الاستوديو لشركة سوني، وهي التي أنتجت الأغنية المنفردة "In the Zone". ومع ذلك، لم ترتقي إيفي كوين إلى الشهرة حتى انتقلت إلى شركة تسجيل مستقلة لإصدار ألبومها الثالث، Diva في عام 2003. حصل ألبومها الاستوديو السادس، Drama Queen ، في عام 2010 وأنتجت أغنية منفردة من العشرة الأوائل " La Vida es Así ". بعد ذلك ترشحت لجائزة غرامي في عام 2012. غالبًا ما تتضمن تسجيلات كوين موضوعات تتعلق بتمكين المرأة، والخيانة الزوجية، والعلاقات، وغالبًا ما يشار إليها باسم ملكة الريغيتون .

## روابط خارجية
- الموقع الرسمي للملكة ديفا آيفي
- كوين في تيرا ميوزيكا
- مقابلة مع إيفي كوين في Wow
- (السيرة الفنية لإيفي كوين)